# Ehrharta digyna
Ehrharta digyna är en gräsart som beskrevs av Carl Peter Thunberg. Ehrharta digyna ingår i släktet Ehrharta och familjen gräs. Inga underarter finns listade i Catalogue of Life.